# 云贵紫柄蕨
云贵紫柄蕨（学名：Pseudophegopteris yunkweiensis）为金星蕨科紫柄蕨属下的一个种。

## 扩展阅读
- 維基物種上的相關：云贵紫柄蕨